# National pupil database
National Pupil Database, DPB, är en engelsk databas som innehåller bland annat examinationsresultat och elev- och skolkaraktäristiska data.